# Erinna
Erinna (altgriechisch Ἤριννα Ērinna) war eine antike griechische Dichterin. Sie lebte im 4. oder frühen 3. Jahrhundert v. Chr.

## Leben
Über das Leben Erinnas ist nur wenig bekannt. Das byzantinische Lexikon Suda berichtet, sie sei bereits im Alter von 19 Jahren verstorben. Als ihre Heimat wird die Insel Telos angegeben, daneben aber auch die Insel Rhodos, zu der Telos damals politisch gehörte. Gelegentlich finden sich aber auch Tenos und Teios als Heimatangaben.
Bereits in der Antike, aber auch noch im 19. Jahrhundert wurde sie als Freundin und Schülerin der Dichterin Sappho bezeichnet. Eusebius von Caesarea setzte ihre Schaffenszeit auf 353/352 v. Chr. an.
Als traumatisches Erlebnis wurde der Tod ihrer Jugendfreundin Baukis zum Auslöser ihres Schaffens. Baukis war im Alter von 19 Jahren auf eine andere Insel verheiratet worden und dort nur kurz danach verstorben. Erinna gedenkt ihrer in zwei Grabinschriften sowie in ihrem Hauptwerk, dem Versepos Die Spindel. Antike Zeugnisse – unter anderem ein Epigramm aus der Anthologia Graeca – erwähnen auch, dass Erinna sehr unter ihrer harten Mutter zu leiden hatte, von der sie unablässig zur Arbeit angetrieben wurde.
Erinna schreibt in dorischem Dialekt, der jedoch stark von Äolismen durchsetzt ist.

## Werke

### Die Spindel
Das in der Antike hoch gelobte Epos, aufgrund dessen Erinna als zweitgrößte Dichterin nach Sappho gefeiert wurde, galt lange Zeit als verschollen. Erst im Jahr 1928 wurde ein Papyrusfragment gefunden, das 37 Verse der in Hexametern abgefassten Spindel enthielt – kein einziger davon jedoch vollständig. Das gesamte Werk soll nach antiken Quellen rund 300 Verse umfasst haben. Erinna schildert darin die gemeinsame Jugend mit der Freundin Baukis, ihre Spiele und vor allem die gemeinsame Handarbeit mit der titelgebenden Spindel. Aus dem Fragment lassen sich Erinnerungen an ein Kinderspiel Schildkröte und an eine Art Kinderschreck-Gestalt Mormo herauslesen.

### Epigramme
Insgesamt drei Epigramme Erinnas sind in der Anthologia Graeca überliefert. Zwei von ihnen sind Grabaufschriften für das Grabmal der Freundin Baukis. Darin beschreibt sie eindrücklich, wie mit der Hochzeitsfackel kurz darauf der Scheiterhaufen für die Verstorbene entzündet wurde, schildert das von Stelen und Sirenen geschmückte Grab und klagt den Totengott Hades an, er sei neidisch auf das Glück der Baukis gewesen. Eines der beiden Gedichte nennt als Abschluss den Namen der Verfasserin.
Das dritte Epigramm schildert ein Bild, das vermutlich eine Jugendfreundin zeigt. Als Name der Porträtierten wird Agatharchis genannt. Das Gemälde sei derart ähnlich, dass der Künstler dem göttlichen Prometheus an Kunst gleichkomme, zur Vollkommenheit fehle eigentlich nur noch, dass das Bild zu sprechen anfange.

### Fragmente
In der Sammlung des Stobaios sind zwei Fragmente überliefert, die möglicherweise aus der Spindel stammen. Das eine spricht vom ewigen Schweigen und von ewiger Dunkelheit im Totenreich, das andere von den grauen Haaren des Greisenalters.

### Zweifelhaftes
Im Gelehrtenmahl des Athenaios ist ein Geleitgedicht zitiert, das eine namentlich nicht genannte Freundin auf ihrer Seefahrt dem Geleit des Fisches Pompilos unterstellt. Allerdings äußerte bereits Athenaios selbst Zweifel an der Verfasserschaft Erinnas. Der Tonfall ist wesentlich gestelzter als der schlichte Ton Erinnas, das Gedicht ist vermutlich späteren Datums.
Plinius der Ältere erwähnt in seinem Buch über Metallurgie, Erinna habe in einem Gedicht von einem Denkmal geschrieben, das der Bildhauer Myron für eine Grille geschaffen habe. Doch scheint hier eine Verwechslung mit einem Gedicht der Dichterin Anyte vorzuliegen. Anyte beschrieb, wie ihre Freundin Myro eine Grille und eine Zikade bestattete.
Schließlich wird gelegentlich ein Gedicht An Rom der Erinna zugeschrieben. Doch war Rom zu Erinnas Lebzeiten noch nicht bedeutend genug, um ein Gedicht darüber zu schreiben, auch hätte Erinna auf ihrer abgelegenen Insel kaum von einer Stadt in Italien nähere Nachrichten erhalten. Als Dichterin käme eher Melinno in Betracht, eine griechische Dichterin aus Lokroi Epizephyrioi in Unteritalien, die wahrscheinlich zur Zeit des Pyrrhos oder des ersten Punischen Kriegs lebte.
Vermutet wird auch, gemeint sei nicht die italienische Stadt, sondern der griechische Titel „Eis Rhomen“ sei als „An die Kraft“ zu übersetzen. Das Gedicht ist in fünf sapphischen Strophen abgefasst.

## Nachleben

### Antike
- Erinnas Vorbild hatte großen Einfluss auf die nachfolgenden hellenistischen Dichter. Insgesamt neun Epigramme in der Anthologia Palatina preisen sie.
- Deutlich von ihr inspiriert ist das Epigramm auf die Braut Kleanassa, das der Dichter Antonios Thallos im ersten vorchristlichen Jahrhundert verfasste und in dem das Bild von der Fackel wieder aufgenommen wird.
- Als Antipatros von Thessalonike, analog zum Kanon der neun großen Lyriker – Alkaios, Sappho, Anakreon, Alkman, Stesichoros, Ibykos, Simonides, Pindar und Bakchylides – einen Katalog der großen Lyrikerinnen aufstellt, ist auch Erinna als kanonische Dichterin mit aufgenommen.

### Neuzeit
- Die Vorstellung, Sappho und Erinna seien Zeitgenossinnen und sogar Freundinnen, findet sich auch in dem Gedicht Erinna an Sappho von Eduard Mörike wieder.
- Rainer Maria Rilke verfasste zwei Gedichte – Eranna an Sappho und Sappho an Eranna – über die beiden Dichterinnen.
- Stefan George schrieb ein Gedicht Erinna, das in Die Bücher der Hirten- und Preisgedichte, der Sagen und Sänge und der Hängenden Gärten (1895) erschien.

## Textausgaben und Übersetzungen
- Anthologia Graeca. Griechisch-deutsch. Herausgegeben von Hermann Beckby. München 1957. 2. Auflage 1965.
- Anthologia Lyrica Graeca. Herausgegeben von Ernst Diehl. Band 1, Leipzig 1925, S. 486–488.
- Supplementum Hellenisticum. Herausgegeben von Hugh Lloyd-Jones und Peter Parsons. Berlin 1983.
- Antike Lyrik. Herausgegeben von Carl Fischer. Mit einem Nachwort von Wolf-Hartmut Friedrich und Erläuterungen von Klaus Ries. München, 1964. Übersetzung von Weber, S. 233–234
- Griechische Lyrik. Deutsch von Emil Staiger. Erläutert von Georg Schoeck, Zürich 1961, S. 143.
- Dichterinnen des Altertums und des frühen Mittelalters. Zweisprachige Textausgabe. Eingeleitet, übersetzt und mit einem bibliographischen Anhang versehen von Helene Homeyer. Paderborn u. a. 1979.